# سرچلایت (نوادا)
سرچلایت، نوادا (به انگلیسی: Searchlight, Nevada) یک سکونتگاه مسکونی در ایالات متحده آمریکا است که در نوادا واقع شده‌است.

## خصوصیات
سرچلایت ۳۳٫۹ کیلومترمربع مساحت و ۵۳۹ نفر جمعیت دارد و ۱٬۰۸۱ متر بالاتر از سطح دریا واقع شده‌است.